# Sericomyrmex amabilis
Sericomyrmex amabilis är en myrart som beskrevs av Wheeler 1925. Sericomyrmex amabilis ingår i släktet Sericomyrmex och familjen myror. Inga underarter finns listade i Catalogue of Life.

## Bildgalleri

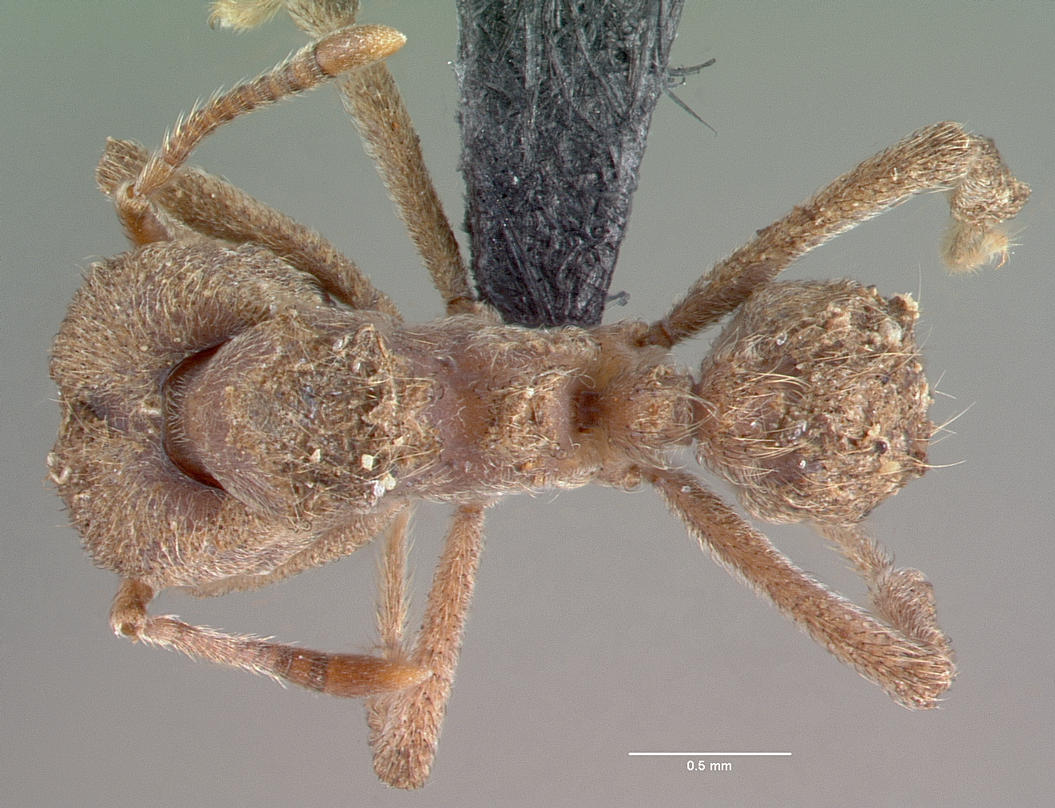
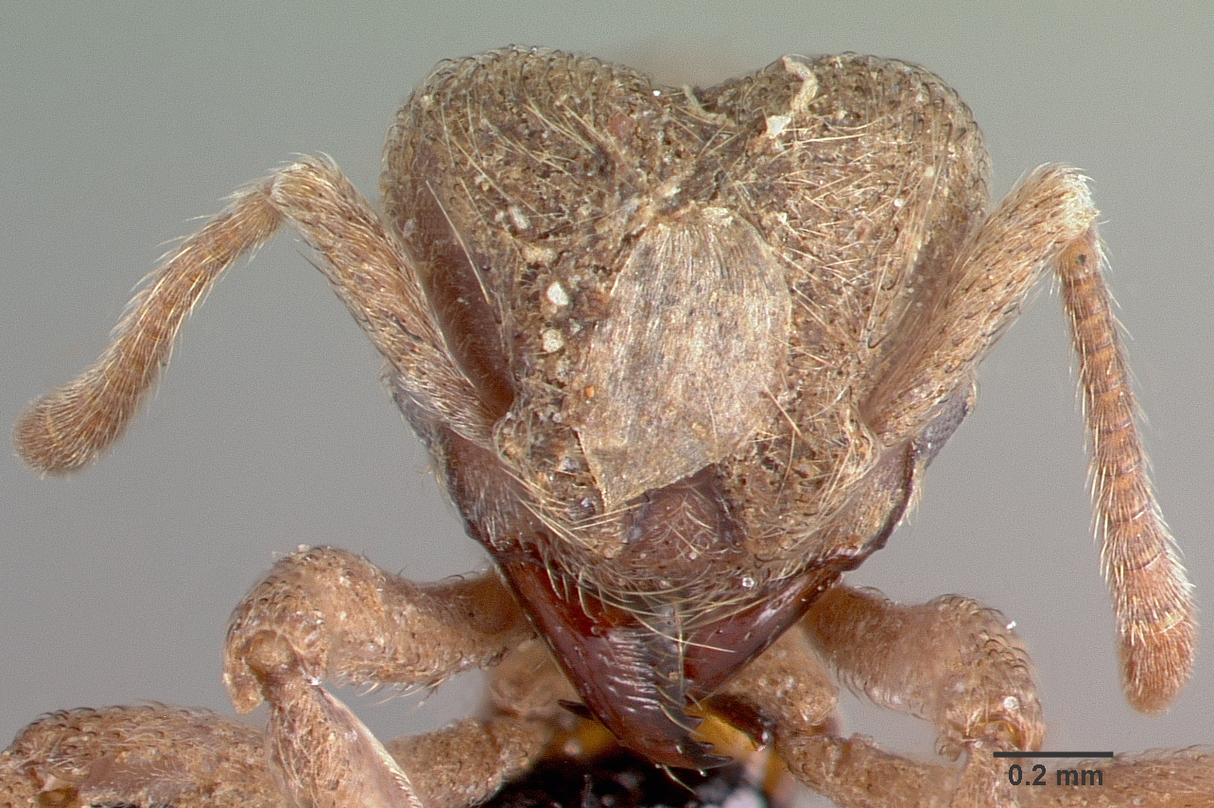
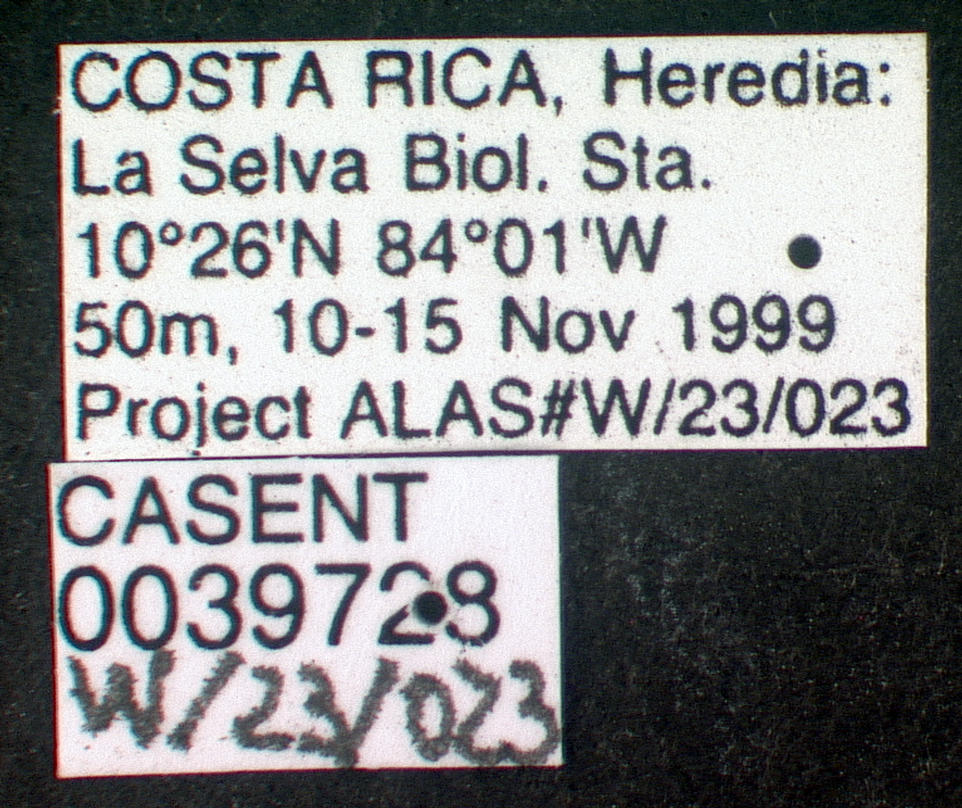
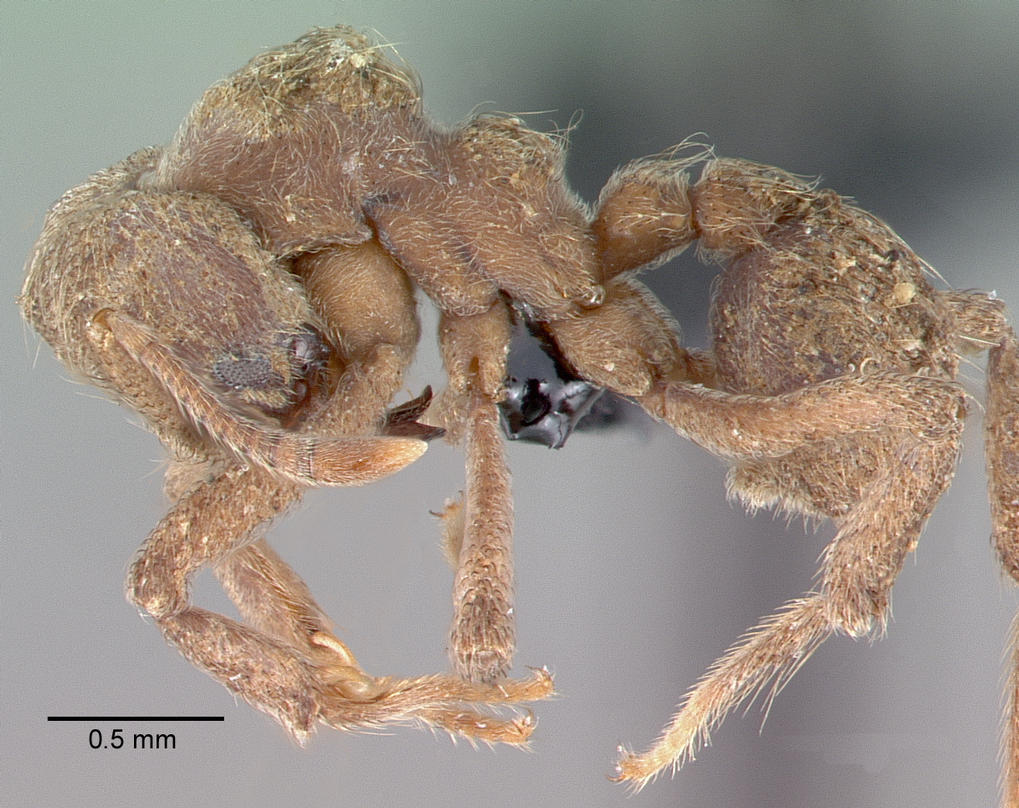